# Grupa Łabajowej
Grupa Łabajowej – grupa skał w Dolinie Będkowskiej na Wyżynie Olkuskiej. Znajduje się w górnej części lewych zboczy tej doliny. Jest to zbudowany z wapieni masyw skalny wznoszący się nad niewielką polanką przy szlaku turystycznym biegnącym dnem doliny. W skałach znajduje się Jaskinia Łabajowa.
Grupa Łabajowej jest popularnym obiektem wspinaczki skalnej. Znajduje się na ogrodzonym, niezabudowanym terenie prywatnym, ale właściciel działki zezwala na wspinaczkę przy przestrzeganiu zachowań opisanych na tablicy informacyjnej. Przy ogrodzeniu jest nieduży parking, obok skały są ławeczki i tablice ze skałoplanami.
Grupa Labajowej to dość duży masyw skalny. Skały mają pionowe lub przewieszone ściany z takimi formacjami skalnymi jak: filary, kominy, okapy, rysy, zacięcia. Wspinacze skalni w masywie Łabajowej wyróżniają kilka skał:
- Przedszkole; 13 dróg wspinaczkowych o trudności V – VI.1+ w skali Kurtyki,
- Nawratilowa; wysokość 10 m, 9 dróg, IV – V,
- Mniszkowa; wysokość 12 m, 7 dróg V- – VI.1+,
- Łabajowa; wysokość 8-16 m, 67 dróg III – VI.6, 1 projekt
- Łabajowa Baszta; wysokość 18 m, 14 dróg, III–VI.2+, 1 projekt
- Łabajowa Basteja; 5 dróg, III – VI, 2 projekty[4].

Są tutaj więc drogi od dość łatwych do bardzo trudnych. Niemal wszystkie posiadają dobrą asekurację
W centrum miejscowości Bębło jest jeszcze druga skała o takiej samej nazwie.

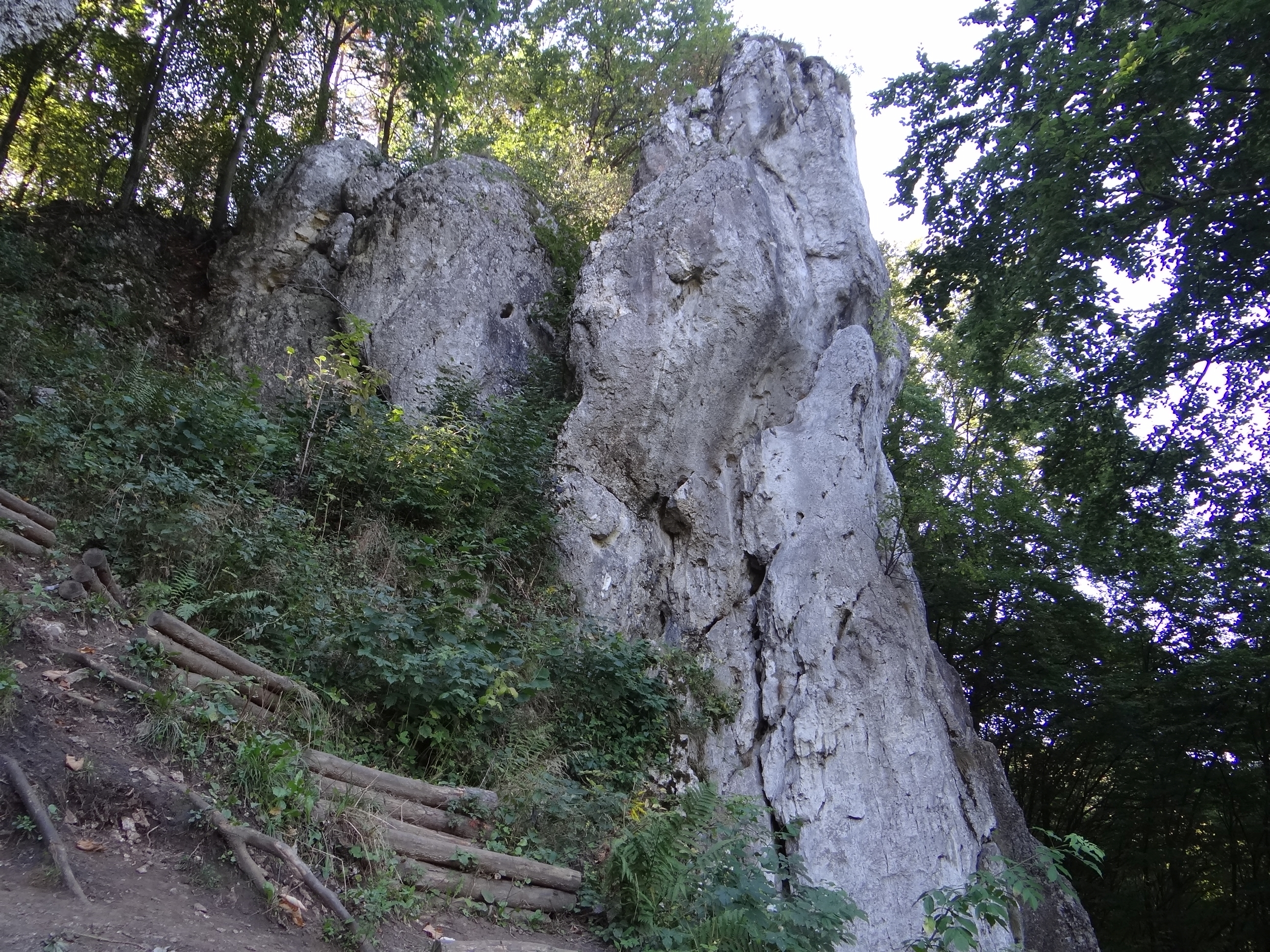
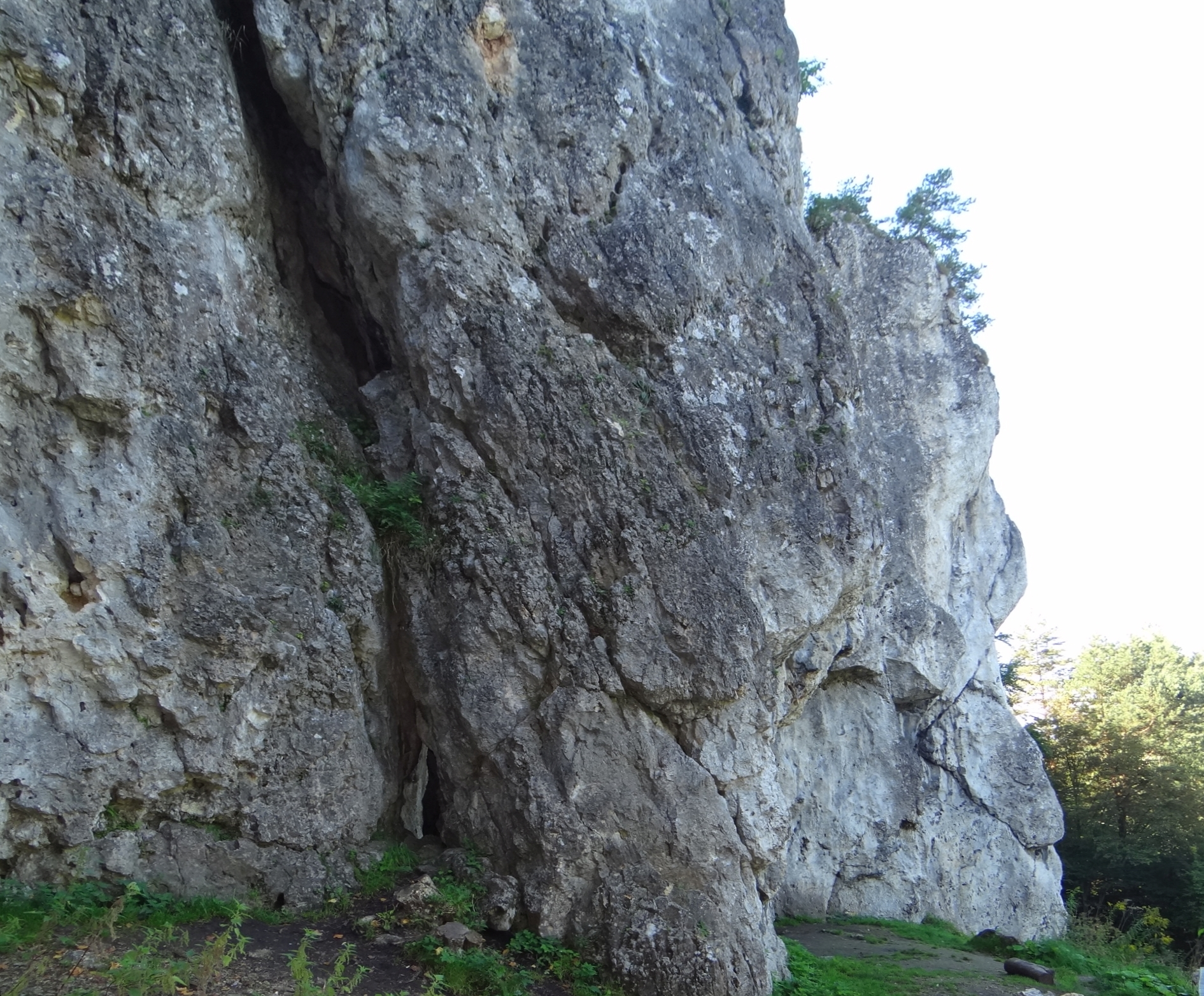
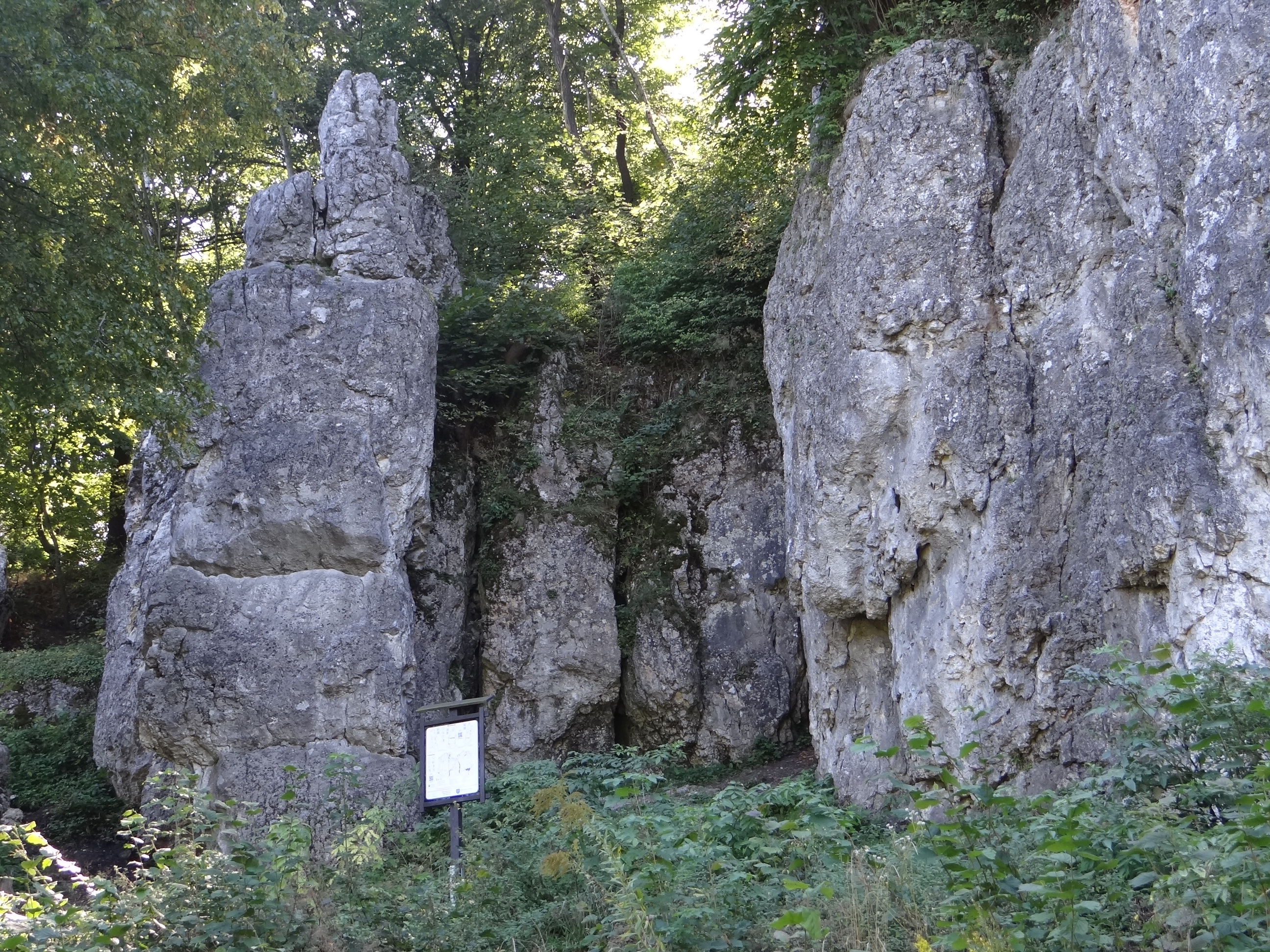
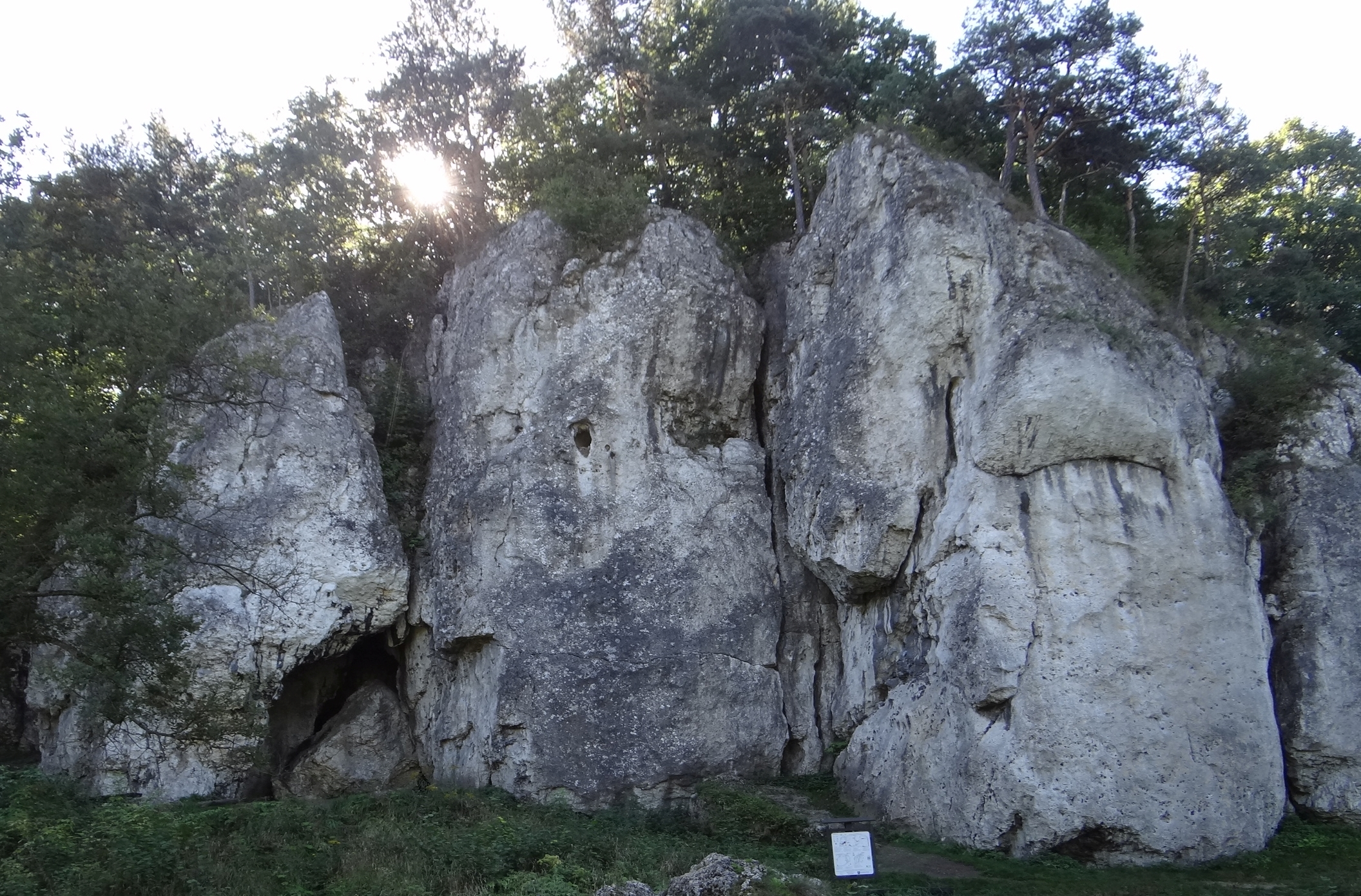
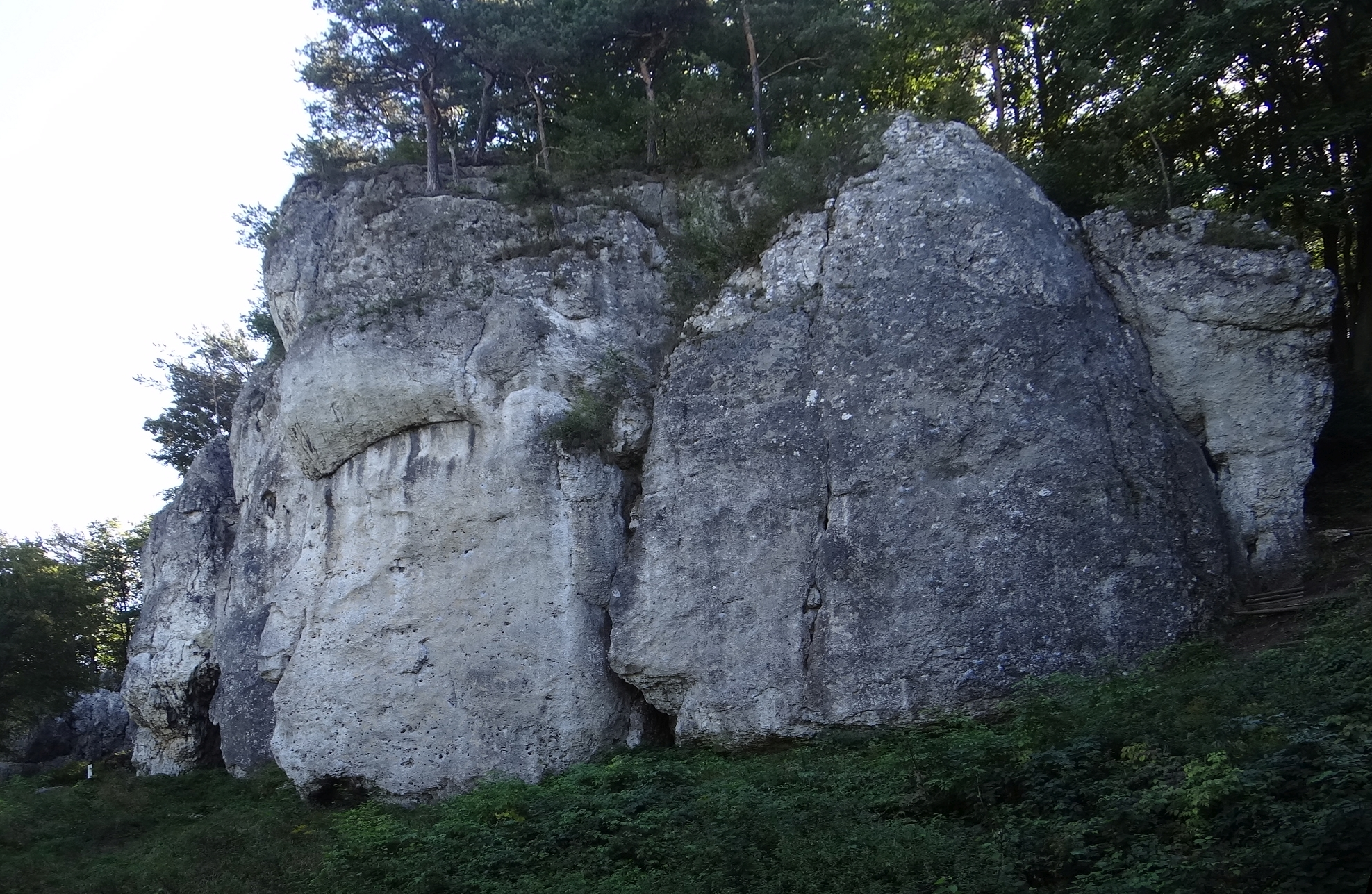

W skałach Grupy Łabajowej znajduje się kilka jaskiń i mniejszych schronów jaskiniowych: Jaskinia Łabajowa, Szczelina w Łabajowej, Zaklęta Jama, Zaklęty Balkon, Zaklęty Komin.